# Jan Bouzek
Jan Bouzek (17. února 1935 Praha – 3. listopadu 2020) byl profesorem klasické archeologie na Filozofické fakultě a přednášel kulturní antropologii a kulturologii na Fakultě humanitních studií Univerzity Karlovy v Praze. Do roku 2011 externě vyučoval i na Masarykově univerzitě v Brně. Přednášel též na Komenského univerzitě v Bratislavě a na Opolské univerzitě v Polsku.

## Odborné vzdělání a zaměstnání
- v letech 1953–1958 vystudoval klasickou a pravěkou archeologii na FF UK (promovaný historik 1958,[3] CSc. 1966, PhDr. 1967,[4] DrSc. 1992)
- od roku 1955 pracoval v Muzeu hlavního města Prahy
- v letech 1957–1958 byl dokumentátorem v oddělení prehistorie Národního muzea
- Ústav pro klasickou archeologii, Filozofická fakulta Univerzity Karlovy (asistent 1958–1962, odborný asistent 1962–1985, od roku 1983 docent (habilitační řízení z roku 1969 bylo za normalizace zrušeno), od roku 1991 profesor klasické archeologie
- v letech 1967–1968 obdržel stipendium Humboldtovy nadace a pobýval na univerzitě v Tübingenu
- v Národním muzeu vedl v letech 1969–1991 pododdělení klasické archeologie (oddělení prehistorie a protohistorie)
- v letech 1989–1991 byl proděkanem Filozofické fakulty Univerzity Karlovy
- v letech 1990–1993 byl zástupcem vedoucího Katedry věd o antickém starověku na Filozofické fakultě UK
- v letech 1993–2000 působil jako ředitel Ústavu pro klasickou archeologii Filozofické fakulty UK[5]
- v roce 1969 ve spolupráci s rektorem UK založil a vedl Galerii antického umění v Hostinném
- roku 1994 otevřel Muzeum antického sochařství a architektury v Litomyšli
- v roce 2005 se stal členem Učené společnosti ČR[6]
- byl rovněž kurátorem oddělení klasické archeologie Národního muzea v Praze

Byl hostujícím profesorem v Německu, Rakousku, Francii a USA, a vedl řadu archeologických výzkumů v České republice (Mušov) i v zahraničí (programy UNESCO Pistiros v Bulharsku, Bejrút v Libanonu, Anuradhápura na Srí Lance).
Studoval zejména vztahy mezi starověkými civilizacemi. Jeho hlavní specializací byla raně řecká, etruská a thrácká archeologie.

## Výběr z hlavních publikací
- Homerisches Griechenland im Lichte der archäologischen Quellen, Praha 1969 (česky 1965)
- Graeco-Macedonian Bronzes, Praha 1974
- Antické Černomoří (1978)
- Objevy ve Středomoří (1979)
- The Aegean, Anatolia and Europe: Cultural Interrelations in the Second Millennium B.C., Göteborg-Praha (1985)
- Periklovo Řecko (1990, s Ivou Ondřejovou)
- Thrákové (1990)
- Studies of Greek Pottery in the Black Sea Region, Praha 1990
- Greece, Anatolia, and Europe: Cultural Interrelations During the Early Iron Age (1997)
- Etruskové: jiní než všechny ostatní národy (2003)
- Pravěk českých zemí v evropském kontextu (2005)
- The Culture of Thracians and Their Neighbours (2005, s Lidií Domaradzkou)
- Keltové našich zemí v evropském kontextu (2007)
- Vznik Evropy (2010)
- Umění a myšlení (2015)
- Art and Mind (2018)
- Studies of Homeric Greece (2018)
- Mýty Řeků a dalších národů starověku (2020)

- Editor a hlavni autor mezinárodních sborníků Kyme I–II, Samothrace, 1985, Ceylon between East and West, 1993, ve spolupráci Pistiros I–VI.
- Tři svazky edice Corpus Vasorum Antiquorum, Československo 1–2 a Česká republika 3, a jeden z Corpus Speculorum Etruscorum (s J. Gy. Szilagyi, Rome 1992)

- Tři menší knihy filosofického charakteru vydané společně se Zdeňkem Kratochvílem (Od mýtu k logu, Řeč umění a archaické filosofie, Proměny interpretací).
- Vysokoškolská skripta: Úvod do klasické archeologie, Řecké umění, Archeologie egejské oblasti, Dějiny předoasijského a egejského umění, Římské umění (s I. Ondřejovou a Pavlem Titzem)